# Pink (énekesnő)
Alecia Beth Moore, „Pink” (Doyleston, Pennsylvania, 1979. szeptember 8. –) háromszoros Grammy-díjas amerikai énekesnő, színésznő, dalszerző, táncos, lemezproducer, és szóvivő, akit 2000 óta a legsikeresebb énekesnők között tartanak számon. 15 éves korában megalapította a rövid életű Choice lánycsapatot, akik 1995-ben leszerződtek a LaFace Records-hoz, bár jelentősebb kiadványok nélkül feloszlottak. Első albuma, a Can’t Take Me Home (2000) és első kislemeze, a There You Go Rhythm and blues stílusú volt, a LaFace Recordsnál jelent meg és csak mérsékelt sikert aratott. A második kislemeze már azért jobban alakított. A Hot 100-ban a 4. lett, a Most Girls. A következő kislemeze a You Make Me Sick ami már rosszabbul teljesített.
2001-ben Christina Aguilera, Mýa és Lil’ Kim társaságában énekelte fel a Lady Marmalade című dalt, amely világszerte az élvonalba juttatta, és amiért megkapta első Grammy-díját. 2001-ben jelent meg a második, már pop/rock stílusú albuma Missundaztood címmel, ami az eddigi legtöbb példányszámban elkelt albuma. Első száma, a Get The Party Started, a Hot 100-ban a 4. helyig jutott, P!nk első nagy slágere ez volt. Aztán jött a Don't Let Me Get Me, az örökzöld Just Like A Pill amit még mai napig is lehet hallani, és egy szívhez szóló számmal zárta az albumát, Family Portrait, ami a szülei válásáról szól. 2003 novemberében megjelentette a harmadik albumát. Try This című lemezét kisebb siker fogadta, azonban az ezen szereplő Trouble című dallal szintén Grammy-díjat nyert. Az albumról még két kislemez jelent meg, a God Is a DJ 2003 novemberében, és a Last to Know 2004 áprilisában. Kis szünet után 2006-ban jelentette meg negyedik lemezét, I’m Not Dead címmel. Előző, kevésbé sikeres lemeze után ezzel ismét az élvonalba került. Számtalan díjat kapott érte, és olyan dalokkal célozta meg a slágerlistákat, mint a Stupid Girls, a Who Knew a U + Ur Hand, a Nobody Knows, a Leave Me Alone (I'm Lonely), vagy a Dear Mr. President. Turnéja alkalmával kétszer is ellátogatott Budapestre. Ugyanebben az évben négyéves kapcsolat után összeházasodott a motorversenyző Carey Harttal, ám 2007 végén az újságok szakításukról cikkeztek.
2008 októberében jelent meg ötödik albuma, Funhouse címmel. Ezen hallható a So What, Pink első olyan száma, amellyel szólóban tudta vezetni az amerikai Billboard Hot 100 slágerlistát. Az album második kislemeze, a Sober is bekerült a Top 20-ba. Az albumról a Please Don’t Leave Me, a Bad Influence, a Funhouse, az I Don’t Believe You, és a Glitter in the Air jelent még meg kislemezként. Az albumból eddig négymillió példány kelt el világszerte.
2010-ben megjelent az első válogatásalbuma, Greatest Hits...So Far! címen. Ezen két új dal fért meg: a number-one sláger számos országokban köztük nálunk is: Raise Your Glass. A másik dala 2. helyezést ért el sok helyen. A címe: F**kin Perfect. Emellett nálunk megjelent 2011 nyarán egy promó dal, Heartbreak Down címen. Egész Európában nálunk lett a legsikeresebb. 2. helyezést ért el. 2011. június 2-án megszületett P!nk kislánya, Willow Sage Hart.
2012-ben visszatért. 4 év kihagyása után szeptemberben megjelentette 6. stúdió albumát, The Truth About Love címen. A korong a szerelem világos, sötét, jó, és rossz árnyalatait mutatja be. Az USA-ban, Kanadában, Németországban, Ausztráliában, Ausztriában, Svédországban, Svájcban, Új Zélandon egyből az első héten listavezető lett. A Billboard 200-ban első lett, és így először lett listavezető P!nk albuma. Júliusban megjelent a "visszatérő dala". A címe: Blow Me (One Last Kiss). Listavezető sláger lett nálunk. Az USA-ban top 5-ös szám. Októberben az album második kislemeze, a Try 2. lett nálunk. Az albumot jelölték Grammy Díjra is. 2013 februárjában megjelent a Just Give Me a Reason című slágere Nate Ruess közreműködésével. 24 óra sem telt el, az Ausztráliai iTunes top lista első helyére került. 2013. február 13-án kezdődött el a The Truth About Love Tour c. turnéja. Később az énekesnő Just Give Me a Reason száma 3 hétig vezette a Billboard Hot 100 lista élét. Így ez lett a 4. önálló listavezető száma. Áprilisban kiszivárgott a hír, hogy a 4. kislemez az albumról a True Love lesz, amiben közreműködik Lily Allen is. A szám 2013 júniusában jelent meg, azonban nem nyújtott akkora sikert, mint a korábbi kislemezek. A True Love-ot követte a Walk of Shame című ötödik kislemez 2013 szeptemberében, majd az Are We All We Are című hatodik kislemez 2013 októberében.
2014-ben összeállt Dallas Green kanadai zenésszel, You+Me néven. Felvettek egy közös albumot, a Rose Ave-t.
4 év szünet után 2017 októberében kiadta hetedik stúdióalbumát, ami a Beautiful Trauma címet kapta. Az album első kislemeze a What About Us volt, ami 2017 augusztusában jelent meg, és azonnal közönség kedvenc lett. Ezt követte a lemez címadó dala, a Beautiful Trauma 2017 novemberében. A harmadik kislemez a Whatever You Want lett, amely 2018 júniusában jelent meg, amelyet követett a Secrets című negyedik kislemez 2018 augusztusában.
Pink nyolcadik stúdióalbuma a Hurts 2B Human 2019. április 26-án jelent meg. Első kislemeze a Walk Me Home lett 2019 februárjában, amelyet követett a Can We Pretend 2019 júniusában, majd jött a címadó Hurts 2B Human és a Love Me Anyway című harmadik és negyedik kislemez 2019 szeptemberében. Kilencedik, és egyben legutóbbi stúdióalbuma, a Trustfall, 2023. február 17-én jelent meg, első kislemeze, a Never Gonna Not Dance Again, 2022 novemberében került kiadásra, ezt követte a címadó Trustfall 2023. január 27-én, majd a When I Get There február 14-én. Ezt követte a Runaway című negyedik kislemez, július 7-én. 2023 októberében bejelentette az album deluxe kiadásának megjelenését, amely tartalmazza az elmúlt évben megjelent Irrelevant című kislemezét, valamint két új dalt és hat élő felvételt a Summer Carnival Tour-ról, amely 2023. december 1-jén jelent meg digitális letöltésre LP és CD vásárlásra. Bejelentette a Trustfall turnét is, amely 2023 októbere és novembere között az Egyesült Államokban zajlik majd a Summer Carnival Tour szüneteltetéseként, amelyet 2024-ben Ausztráliára is kiterjesztenek. 
2020-tól 150 millió lemezt adott el világszerte, ezzel a világ egyik legsikeresebb zenei előadója lett.

## A kezdetek, gyermekkora
Alecia Moore a pennsylvaniai Doylestownban született Judy Moore ápolónő és James Moore, Jr. katona lányaként. Édesapja katolikus, édesanyja zsidó vallású. Ősei Írországból, Németországból és Litvániából vándoroltak ki Amerikába. Doylestownban nőtt fel ahol a Kutz Általános Iskolában, a Lenape Középiskolában és a Central Bucks West Középiskolában tanult. Édesapja mindig énekelt neki gitár kísérettel, ezért már akkor eldöntötte, hogy amikor felnő rocksztár lesz. A középiskolában csatlakozott első együtteséhez a Middlegroundhoz, amellyel sosem ért el különösebb népszerűséget. A Middlegroundnak riválisa volt a Jetsists együttes, mellyel szemben elvesztették a helyi bandák csatáját. Ezután a Middleground feloszlott. Pink zenéjére nagy hatással bír Bette Midler, Janis Joplin, Steven Tyler, Kyisha Hunt, Jecyra Selvie, Tyriyona Bender, Madonna, Billy Joel, az Indigo Girls, Don McLean, Tupac Shakur és The Notorious B.I.G.. Alecia már gyermekkorában elkezdte képezni a hangját, mivel születésekor asztmát diagnosztizáltak nála, amitől évekig szenvedett. Tizenéves korában kezdett el dalszövegeket írni, melyekkel ki akarta fejezni az érzéseit.

## Pályafutása

### 1995–1998: Karrier kezdetek
14 évesen kezdett el fellépni philadelphiai klubokban. Két évvel később, 16 éves korában csatlakozott egy atlantai R&B együtteshez: a Choice tagja volt még Chrissy Conway, a ZOEgirl keresztény lánybandából. Az együttest a LaFace Records szerződtette le, mellyel 1996-ban elkészítették a Key to My Heart című dalt, mely a Kazaam című film egyik betétdala lett. A Choice készített egy albumot is, de miután 1998-ban feloszlottak az albumot sem adták ki. Az együttes feloszlása után Alecia szólóénekesként maradt a LaFace alkalmazásában, ahol megkapta a Pink művésznevet. Sok tetoválás borítja a testét.

### 1999–2002:Can’t Take Me HomeésMissundaztood
A The Choice feloszlatása után, Pink elkezdett dolgozni debütáló albumán, amely 2000 áprilisában jelent meg Can't Take Me Home címmel. Producerei Babyface és Steve Rhythm voltak. Az album az USA-ban kétszeres platinalemez lett és világszerte 5 millió példányt adtak el belőle. Az album első két kislemeze a There You Go és a Most Girls bekerült az amerikai Billboard Hot 100 slágerlista Top 10 kislemeze közé, sőt a Most Girls Ausztráliában felért az első helyre. Az album harmadik kislemeze a You Make Me Sick az USA-ban csak a Top 40-be került be, de 2001-ben Angliában Save the Last Dance című film főcímdalaként bekerült a Top 10-be.
2000-ben Pink lett az ’N Sync No Strings Attached turnéjának egyik nyitószáma.
2001-ben Pink, Christina Aguilera, Lil’ Kim és Mýa közreműködésével feldolgozta a Labelle együttes 1974-es dalát a Lady Marmalade-et, mely a Moulin Rouge! című film betétdala lett. A dal producerei Rockwilder és Missy Elliott voltak, és több ország slágerlistáján felkerült az első helyre, többek között a Billboard Hot 100-on, így a Lady Marmalade lett Pink első száma, amellyel vezetni tudta az amerikai slágerlistát. A kislemezhez készült videóklip az MTV Video Music Awardon is elnyerte az Év videója díjat. A Lady Marmalade-ért Pink első Grammy-díját is megkapta, a Legjobb Pop együttműködés kategóriában.
2001 novemberében jelent meg második albuma Missundaztood címmel, melyet leginkább a rock stílus jellemez. Az album producere többek között Linda Perry (a 4 Non Blondes egykori énekesnője) volt. Az album első kislemeze a Get the Party Started az USA-ban és azon kívül több országban bekerült a Top 5-be, és Ausztráliában első lett. A 2002 MTV Video Music Awardson a dal videóklipje megkapta a Legjobb női videó és a Legjobb táncos videó díjakat. Az albumról még három kislemez jelent meg: a Don't Let Me Get Me, a Just like a Pill és a Family Portrait, mely Pink első olyan száma lett, amellyel vezetni tudta az angol Uk Singles Chart slágerlistát. A Missundaztood 20 országban lett arany vagy platinalemez és több, mint 16 millió példány kelt el belőle világszerte. Pinket jelölték a 2003-as Grammy-díjátadón a Legjobb Popalbum kategóriában a Missundaztood-ért és a Legjobb Pop előadás kategóriában a Get the Party Started-ért.
Faith Hill 2002-ben megjelent Cry című albumának több dalát is ő írta.
2002-ben elindult első önálló turnéjára a Party Tour-ra, melynek keretein belül fellépett Amerikában, Európában és Ausztráliában is. Később csatlakozott Lenny Kravitz amerikai turnéjához.

### 2003–2007:Try ThisésI’m Not Dead
2003 májusában Pink felénekelte a Charlie angyalai: Teljes gázzal című film egyik betétdalát Feel Good Time címmel, és emellett szerepelt is a filmben. Ez lett Pink első olyan száma, amely nem került be a Top 40-be a Billboard Hot 100-as listán, habár az angol UK Singles Charton harmadik lett.
A Feel Good Time lett az első kislemez Pink harmadik, 2003. november 11-én megjelent albumának a Try This-nek. Az album munkálataiban Linda Perry mellett részt vett még a Rancid együttes frontembere Tim Armstrong is. Habár a Try This az amerikai, angol, kanadai és ausztrál albumeladási listákon is bekerült a top 10-be, sokkal kevesebb példány kelt el belőle, mint a Missundaztoodból. (Összesen alig 3 millió világszerte.) Az albumról még három kislemez jelent meg a Trouble 2003 szeptemberében, a God Is a DJ 2003 novemberében, és a Last to Know 2004 áprilisában, de ezek nem lettek túl sikeresek az USA-ban, egyik sem került fel a Billboard Hot 100 Top 40 kislemeze közé. Ennek ellenére Pink a Trouble-ért megkapta második Grammy-díját a Legjobb női rockelőadás kategóriában és a Feel Good Time-ért jelölést kapott a Legjobb Pop együttműködés kategóriában. Az album népszerűsítése céljából Pink elindult második turnéjára a Try This Tour-ra, melynek keretein belül fellépett Európában és Ausztráliában.
2005-ben Lisa Marie Presley kérte fel egy duettre új albumára a Now Whatra. A közös daluk címe Shine lett.
Pink már 2004 decemberében elkezdett dolgozni negyedik albumán az I’m Not Dead-en, melynek munkálataiban olyan producerek vettek részt, mint Max Martin, Billy Mann, Christopher Rojas, Butch Walker, Lukasz Gottwald és Josh Abraham.
Az album 2006 áprilisában jelent meg és sokkal jobb helyezéseket ért el a nemzetközi albumeladási listákon, mint a Try This.
Az album legsikeresebb kislemezei a Who Knew és a U + Ur Hand lettek; ezek a legtöbb slágerlistán bekerültek a Top20-ba.
Az album egyik érdekesebb száma a Stupid Girls, melyben Pink kiparodizálja többek között Lindsay Lohant, Jessica Simpsont és Paris Hiltont. A Stupid Girls-ért Pink ismét Grammy-jelölést kapott a Legjobb Pop előadás kategóriában és nyert a Legjobb női popvideó kategóriában az MTV Video Music Awards-on. Egy másik kislemeze az Indigo Girlssel készült Dear Mr. President, amely egy negatív üzenet az USA akkori elnökének George W. Bushnak. Az albumról még kislemez formájában megjelentek a Nobody Knows, és a Leave Me Alone (I'm Lonely)című dalok, amelyek inkább Európában és Ausztráliában lettek népszerűek.
Az album népszerűsítése céljából Pink újabb világkörüli turnéra indult, melynek I'm Not Dead Tour lett a neve. Ausztráliában 307 000 jegyet adtak el Pink koncertjeire, melynek köszönhetően ez a koncert lett az egyik legnagyobb bevételt hozó koncert női előadó által. Pink londoni koncertjéből készült egy DVD felvétel is, a Pink: Live from Wembley Arena.
2006-ban Pink fellépett a NBC Sunday Night Footballon is, valamint ő énekelte a Táncoló talpak című animációs film egyik betétdalát a Tell Me Something Goodot és nevét adta egy PlayStation Portable kézikonzolnak, mely speciálisan rózsaszínű lett.
Pink 2006–2007 között több más előadóval is együttműködött. Ő volt Justin Timberlake FutureSex/LoveShow turnéjának egyik nyitószáma, és az Indigo Girls Despite Our Differences albumára is felénekelt egy számot a lányokkal.
2007 decemberében megjelent első válogatásalbuma a Pink Box, melyen hallhatók Pink első négy albumának legsikeresebb számai. Ezzel egy időben jelent meg Pink első DVD-je a Live in Europe, amelyen a Try This Tour koncertjei láthatók.

### 2008–2011:FunhouseésGreatest Hits... So Far!!!
Pink 2008-ban Carey Harttal való válása után kezdte el új albumának munkálatait.
2008. augusztus 25-én jelent meg az új album első kislemeze a So What, amely Pink eddigi legsikeresebb szólószáma lett. Ezzel tudta először vezetni az amerikai Billboard Hot 100 slágerlistát, és ezen kívül a világ valamennyi nemzetközi slágerlistáját. A kislemezért Pink ismét Grammy-jelölést kapott a Legjobb Pop Előadás kategóriában és nyert az MTV Europe Music Awardson a Legjobb dal kategóriában.
2008. október 24-én jelent meg Pink ötödik albuma Funhouse címmel, amellyel vezetett több nemzetközi albumeladási listát és az amerikai Billboard 200 albumeladási listán is második lett.
2008. november 10-én jelent meg az album második kislemeze Sober címmel, amely a legtöbb slágerlistán bekerült a top 20-ba.
2009. február 24-én kezdődött Pink negyedik lemezbemutató turnéja a Funhouse Tour, melynek keretein belül az USA-ban, Ausztráliában és Európában (többek között Magyarországon) járt.
2009. február 16-án jelent meg az album harmadik kislemeze, mely a Please Don't Leave Me című dalból készült. Nálunk lett a legsikeresebb. Utána májusban megjelent a Bad Influence című negyedik kislemez, amit a Funhouse című dal követett augusztusban, ami egyben az album névadója is. Ez is a legsikeresebb lett. A Rádiós Top 40-ben 6. helyezést ért el. Ősszel megjelent az I Don't Believe You sláger. Nem lett nagy visszhangja. 2010 januárjában megjelent az album utolsó kislemeze: Glitter in The Air. Nagyon sikeres lett. P!nk előadta a Grammy Díjátadón. Billboard 18-as szám lett.
Pink 2010 novemberében kiadta legelső válogatásalbumát a Greatest Hits... So Far!!!-t. 2 új kislemezt is kiadott rá. Az első kislemeze a Raise Your Glass, 2010 októberében került kiadásra, és listavezető lett 1 hétig az Egyesült Államokban, a másik kislemez a Fuckin' Perfect pedig 2010 decemberében, ami 2. helyig jutott el a Hot 100-ban. Az album november 12-én debütált. Az albumeladási listán (Hot 200-ban) 5. helyig jutott el, az ünnepeknek köszönhetően. Magyarországon az első kislemeze szintén listavezető volt, a 2. kislemeze, meg 2. helyig tudott eljutni, mint Amerikában. P!nk az album után egy hosszú szünetre vonult. Bejelentette még abban az évben, hogy a szíve alatt hordoz egy babát.
2011. június 2-án megszületett P!nk első gyermeke, egy lány, aki a Willow nevet kapta. 2011 nyarán az énekesnő élvezte a szabadságát, de a válogatásalbumán, még volt egy új száma, amiből Magyarországon sláger lett. A címe: Heartbreaker Down. A 2. helyig jutott a Rádiós Top 40-ben. Még ugyanebben az évben szerepelt a Táncoló talpak 2. című filmben, ahol Gloria karakterét alakította, és amelynek premierje novemberben volt az Egyesült Államokban.

### 2012–2015:The Truth About LoveésYou+Me
2 év szünet után P!nk visszatért. 2012-ben 4 év kihagyás után megjelentette a következő stúdióalbumát, ami egyben a hatodik, The Truth About Love címen. A korong a szerelem világos, sötét, jó, és rossz árnyalatait mutatja be. USA-ban, Kanadában, Németországban, Ausztráliában, Ausztriában, Svédországban, Svájcban, Új Zélandon egyből az első héten listavezető lett. A Billboard 200-ban első lett, és így először lett listavezető P!nk albuma. Júliusban megjelent a "visszatérő dala". A címe: Blow Me (One Last Kiss). Listavezető sláger lett nálunk. Az Billboard Hot 100-ban 3 hétig volt 5. Októberben a Try 2. lett nálunk. 2013 telén, a Try a Hot 100-ban bejutott a top 10-be, és a 9. helyig masírozott. Az albumot jelölték Grammy Díjra is. 2013 februárjában megjelent az album harmadik kislemeze, a Just Give Me a Reason slágere Nate Ruess közreműködésével. 24 óra sem telt el, de Ausztráliai iTunes top lista első helyére került. 2013. február 13-án kezdődött el a The Truth About Love Tour c. turnéja. Később az énekesnő Just Give Me a Reason száma 3 hétig vezette a Billboard Hot 100 lista élét. Így ez lett a 4. listavezető száma. A 4. kislemeze az albumról a True Love lett 2013 júniusában, amiben közreműködik a brit énekesnő, Lily Allen. A szám nem nyújtott akkora sikert, mint a korábbi kislemezek. Az ötödik kislemez, a Walk of Shame 2013 szeptemberében jelent meg, ezt követte az Are We All We Are című hatodik kislemez 2013 októberében.
2014 szeptemberében együtt dolgozott Dallas Greennel You+Me bandanéven. Októberben kiadtak egy albumot Rose Ave címen.
2015 augusztusában megjelent a Today's the Day című dala, ami The Ellen DeGeneres Show-hoz készült.

### 2016–2020:Beautiful Trauma,Hurts 2B Humanés szünet
2016 februárjában bejelentették, hogy Pink egy The Beatles-dalt fog feldolgozni, a Lucy in the Sky with Diamonds-t, a Netflix Beat Bugs című sorozatában. 2016 áprilisában az Alice Tükörországban című film főcímdalát énekelte, a Just Like Fire-t. A dal nagy sikert aratott. Júliusban bejelentették, hogy Pink írt egy dalt a francia-kanadai énekesnőnek, Celin Dion-nak, Recovering címmel, hogy felkerüljön a következő angol nyelvű albumára. Ugyanebben az évben közreműködött Kenny Chesney Setting The World On Fire című dalában, amely augusztusban jelent meg. Valamint 2017 márciusában Stargate-val és Siaval elkészítették a Waterfall című dalt.
2016. december 26-án megszületett második gyermeke, egy fiú, aki a Jamenson nevet kapta.
Közel négy év szünet után 2017 októberében új albummal jelentkezett, ami a Beautiful Trauma címet kapta. Az album első kislemeze a What About Us volt, ami 2017 augusztusában jelent meg, és azonnal közönségkedvenc lett. Ezt követte a lemez címadó dala, a Beautiful Trauma 2017 novemberében. Az album harmadik kislemeze a Whatever You Want lett, amely 2018 júniusában jelent meg. A negyedik kislemez, a Secrets pedig 2018 augusztusában.
2017-ben megkapta az MTV Video Music Awards Életmű-Díját.
Kicsit több, mint 1 évvel a Beautiful Trauma megjelenése után Pink bejelentette az Ellen Show-ban a következő albumát, a Hurts 2B Human-t. Az első kislemez a Walk Me Home volt, ami 2019. február 20-án került kiadásra. Ezt követte a Can We Pretend 2019. június 21-én, majd jött a címadó Hurts 2B Human 2019. szeptember 6-án, végül a Love Me Anyway 2019. szeptember 17-én. Az album 2019. április 26-án jelent meg 13 dallal. 2019 decemberében a Pollstar az év művészének nevezte. Pink ezt követően megerősítette, hogy 2020-ban egy kis szünetet tart a zenével, hogy a családjára összpontosítson. 2020 szeptemberében kiadta a The Speed of Now Part 1 című albumához készült One Too Many-t, amelyet Keith Urban-nel közösen vett fel.

### 2021–jelen:All I Know So FarésTrustfall
2021 februárjában kiadta a Cover Me in Sunshine című dalt, lányával, Willow Sage Hart-tal, két hónappal később pedig az Anywhere Away from Here című számot, Rag’n’Bone Man-nel. Április 29-én meghirdette az All I Know So Far: Setlist című élő albumot, amely május 21-én jelent meg. Az album korábbi dalainak élő verzióit, élő feldolgozásokat tartalmaz, valamint a Cover Me in Sunshine-t is, továbbá magában foglalja a címadó All I Know So Far című dalt is, amelyet kislemezként adtak ki május 7-én. Az All I Know So Far: Setlist kísérőalbumként szolgál Pink életét feldolgozó, azonos című dokumentumfilmhez, amelyet az albummal egyidejűleg adtak ki az Amazon Prime Video platformján keresztül. 2021 áprilisában Pink megerősítette az ET Canada egyik interjújában, hogy kilencedik stúdióalbumán kezdett el dolgozni.
2022 februárjában Pink együttműködött a Calm-mal, és elmesélt három esti mesét. 2022. július 14-én kiadott egy tiltakozó dalt, az Irrelevant-ot. Ugyanebben az évben részt vett a Taylor Hawkins Tribute Concert-en Los Angelesben, és előadta a Heart Barracuda című dalát, a Queen Somebody to Love című dalát, valamint a Foo Fighters The Pretender című dalát.
2022. november 4-én Pink kiadta a Never Gonna Not Dance Again című dalát, amely Trustfall című albumának első kislemeze lett. Egy nappal később beválasztotta Dolly Parton-t a Rock and Roll Hall of Fame-be. Pink a dalt az American Music Awards-on is előadta november 20-án. Ugyanezen az estén Olivia Newton-John előtt tisztelgett a Hopelessly Devoted to You előadásával. 2023. január 27-én jelent meg az album második kislemeze, a címadó Trustfall, ezt követte a When I Get There című harmadik kislemez február 14-én, majd jött az album megjelenése február 17-én. A negyedik kislemez, a Runaway július 7-én jelent meg. 2023. június 7-én Pink megkezdte nyolcadik koncertturnéját, a Summer Carnival-t, Bolton-ban. 2023 októberében Pink bejelentette a Trustfall deluxe kiadásának megjelenését. Az új kiadás, amely tartalmazza az elmúlt évben megjelent Irrelevant című kislemezét, két új dalt és hat élő felvételt a Summer Carnival Tour-ról, 2023. december 1-jén jelent meg digitális letöltésre, LP és CD vásárlásra.
2024 augusztusában a kislányával együtt előadta a What About Us című dalt a 2024-es Demokrata Nemzeti Gyűlés-en, Chicagóban, Illinois államban.
2024. október 19-én Pink bejelentette, hogy a következő négy előadást elhalasztják „rajtam kívülálló okok miatt”. Az érintett bemutatókat október 20-24-re tervezték Lincoln-ban, Sioux Falls-ban, Milwaukee-ben, és Des Moines-ben.

## Filmográfia
| Év   | Film                                               | Szerep                |
| ---- | -------------------------------------------------- | --------------------- |
| 2002 | Rollerball                                         | Rock énekesnő         |
| 2003 | Charlie angyalai: Teljes gázzal                    | Motorverseny szervező |
| 2007 | Katakombák                                         | Carolyn               |
| 2010 | Get Him to the Greek                               | Saját maga            |
| 2011 | Táncoló talpak 2.                                  | Gloria                |
| 2012 | Vágyak Szerelmesei                                 | Dede                  |
| 2016 | Popsztár: Soha ne állj le (a soha le nem állással) | Saját maga            |

## Diszkográfia
| - 2000: Can’t Take Me Home - 2001: Missundaztood - 2003: Try This - 2006: I’m Not Dead - 2008: Funhouse - 2012: The Truth About Love - 2017: Beautiful Trauma - 2019: Hurts 2B Human - 2023: Trustfall | - 2006: Pink: Live in Europe - 2007: Pink: Live from Wembley Arena - 2009: Pink: Live In Australia - 2013: Pink: Live in Melbourne | - 2007: Pink Box - 2009: Pink 4 CD Boxset - 2009: Funhouse Tour: Live in Australia |

## Turnék
| - 2002: Party Tour - 2004: Try This Tour - 2006–2007: I’m Not Dead Tour - 2009: Funhouse Tour - 2010: The Funhouse Summer Carnival Tour - 2013–2014: The Truth About Love Tour - 2018–2019: Beautiful Trauma World Tour - 2023: Summer Carnival Tour - 2001: ’N Sync / No Strings Attached Tour - 2002: Lenny Kravitz - 2002: Janet Jackson / All for You Tour Pink vendégszereplése a szeptember 11-i terrortámadások miatt törölve lett. - 2007: Justin Timberlake / FutureSex/LoveShow |

## Elismerések és díjak
| Év                          | Kategória                     | Jelölt munka                                                | Eredmény   |
| Grammy-díj                  | Grammy-díj                    | Grammy-díj                                                  | Grammy-díj |
| --------------------------- | ----------------------------- | ----------------------------------------------------------- | ---------- |
| 2001                        | Legjobb Pop együttműködés     | "Lady Marmalade" (Christina Aguilerával, Lil’ Kimmel és Mýa | Megnyerte  |
| 2003                        | Legjobb Pop előadás           | "Get the Party Started"                                     | Jelölés    |
| 2003                        | Legjobb Pop album             | Missundaztood                                               | Jelölés    |
| 2004                        | Legjobb női rockelőadás       | "Trouble"                                                   | Megnyerte  |
| 2004                        | Legjobb Pop együttműködés     | "Feel Good Time"                                            | Jelölés    |
| 2007                        | Legjobb Pop előadás           | "Stupid Girls"                                              | Jelölés    |
| 2009                        | Legjobb Pop előadás           | "So What"                                                   | Jelölés    |
| BRIT Awards                 |                               |                                                             |            |
| 2003                        | Legjobb nemzetközi előadó     | —                                                           | Megnyerte  |
| 2007                        | Legjobb nemzetközi előadó     | —                                                           | Jelölés    |
| 2009                        | Legjobb nemzetközi előadó     | —                                                           | Jelölés    |
| MTV Australia Music Awards  |                               |                                                             |            |
| 2007                        | Az év albuma                  | "I’m Not Dead"                                              | Jelölés    |
| 2007                        | A legtöbbet letöltött dal     | "Who Knew"                                                  | Megnyerte  |
| 2007                        | Legjobb női előadó            | "U + Ur Hand"                                               | Megnyerte  |
| 2007                        | Legjobb Pop videó             | "U + Ur Hand"                                               | Jelölés    |
| 2008                        | Legjobb elő előadás           | "I’m Not Dead Tour"                                         | Megnyerte  |
| MTV Europe Music Awards     |                               |                                                             |            |
| 2008                        | Az év dala                    | "So What"                                                   | Megnyerte  |
| Meteor Ireland Music Awards |                               |                                                             |            |
| 2009                        | Legjobb nemzetközi női előadó | —                                                           | Jelölés    |